# Канини, Марк Антоний
Марк Антоний Канини (итал. Marco Antonio Canini; 1822, Венеция — 1891) — итальянский писатель и патриот.
В первые годы папства Пия IX написал «Pio IX е l’Italia» — ряд прозаических статей и стихотворений в манере Тиртея.
В 1848 он был секретарём Венецианской республики, затем был обвинён в проповеди социализма и заточён.
Позже путешествовал на Восток, издал в Афинах «Mente, Fantasia е Cuore» (1852), был изгнан из Бухареста в 1859 за статью против Наполеона III, вернулся в Италию и в 1862 был принят на службу Ратацци для секретных поручений за границей; затем служил под начальством Гарибальди.
Опубликовал:
- «Vingt ans d’exil» (1865);
- «Etimologico del vocaboli italiani derivati de’l greco» (1866);
- «Parigi nel maggio del 1871, odi saffiche» (П., 1872, на итальянском и французском языках);
- «Il Ministero dell’assassinio е le notti di Torino» (Лугано, 1864);
- «La Questione dell’Epiro» (Рим, 1879);
- «La Vérité sur la question israélite en Roumanie» (П., 1879);
- «Italia e Grecia» (Рим, 1861);
- «Il Sonettiere italiano» (Турин, 1880),
- «Amore e Dolore» (стихотв., Турин, 1882),
- «Il Libro dell’Amore» (1886—1890,
- собрание переводов почти со 140 языков и наречий
- и др.